# Raluca Olaru
Ioana Raluca Olaru (Bucareste, 3 de março de 1989) é uma ex-tenista profissional romena, profissionalizada em 2003, teve como melhores rankings o 53 de simples e o 30 de duplas.
Passou a usar a versão reduzida de seu nome, Raluca Olaru, entre o segundo semestre de 2011 e o começo de 2012.
Em junho de 2024, Olaru anunciou sua aposentadoria do tênis profissional.

## Finais

### Circuito WTA

#### Simples: 1 (1 vice)
| Legend                                       |
| -------------------------------------------- |
| Grand Slam (0–0)                             |
| WTA Tour (0–0)                               |
| Tier I / Premier Mandatory & Premier 5 (0–0) |
| Tier II / Premier (0–0)                      |
| Tier III, IV & V / International (0–1)       |

| Posição | N. | Data          | Torneio                              | Piso   | Oponente        | Placar   |
| ------- | -- | ------------- | ------------------------------------ | ------ | --------------- | -------- |
| Vice    | 1. | 26 Julho 2009 | Gastein Ladies, Bad Gastein, Áustria | Saibro | Andrea Petkovic | 2–6, 3–6 |

#### Duplas: 8 (4 títulos, 5 vices)
| Campeã — Legenda (pre/pos 2010)              |
| -------------------------------------------- |
| Grand Slam (0–0)                             |
| WTA Tour (0–0)                               |
| Tier I / Premier Mandatory & Premier 5 (0–0) |
| Tier II / Premier (0–0)                      |
| Tier III, IV & V / International (4–5)       |

| Posição | N. | Data              | Torneio                                          | Piso       | Parceira          | Oponente                                      | Placar                |
| ------- | -- | ----------------- | ------------------------------------------------ | ---------- | ----------------- | --------------------------------------------- | --------------------- |
| Vice    | 1. | 5 Julho 2008      | Budapest Grand Prix, Budapeste, Hungria          | Saibro     | Vanessa Henke     | Alizé Cornet Janette Husárová                 | 7–6(7–5), 1–6, [6–10] |
| Campeã  | 1. | 5 Outubro 2008    | Tashkent Open, Tashkent, Uzbequistão             | Duro       | Olga Savchuk      | Nina Bratchikova Kathrin Wörle                | 5–7, 7–5, [10–7]      |
| Campeã  | 2. | 26 Fevereiro 2011 | Abierto Mexicano Telcel, Acapulco, México        | Duro       | Mariya Koryttseva | Arantxa Parra Santonja Lourdes Domínguez Lino | 5–7, 7–5, [10–7]      |
| Vice    | 2. | 14 Abril 2013     | BNP Paribas Katowice Open, Katowice, Polônia     | Saibro (i) | Valeria Solovyeva | Lara Arruabarrena Lourdes Domínguez Lino      | 4-6, 5-7              |
| Campeã  | 3. | 15 Junho 2013     | Nürnberger Versicherungscup, Nurenberg, Alemanha | Saibro     | Valeria Solovyeva | Anna-Lena Grönefeld Květa Peschke             | 2-6, 7-6(7-3), [11-9] |
| Vice    | 3. | 24 Maio 2014      | Nürnberger Versicherungscup, Nurnberg, Alemanha  | Saibro     | Shahar Peer       | Michaëlla Krajicek Karolína Plíšková          | 0–6, 6–4, [6–10]      |
| Vice    | 4. | 27 Julho 2014     | Baku Cup, Baku, Azerbaijão                       | Duro       | Shahar Peer       | Alexandra Panova Heather Watson               | 2-6, 6-7(3-7)         |
| Campeã  | 4. | 12 Outubro 2014   | Generali Ladies Linz, Linz, Áustria              | Duro (i)   | Anna Tatishvili   | Annika Beck Caroline Garcia                   | 6-2, 6-1              |
| Vice    | 5. | 23 Maio 2015      | Nürnberger Versicherungscup, Nürnberg, Alemanha  | Saibro     | Lara Arruabarrena | Chan Hao-ching Anabel Medina Garrigues        | 4–6, 6–7(5–7)         |

### Circuito ITF

#### Simples (9)
| Legenda                |
| Grand Slam (0)         |
| Tour Championships (0) |
| Tier I Event (0)       |
| Tier II (0)            |
| Tier III (0)           |
| Tier IV & V (0)        |
| ITF Titutlos (9)       |

| N. | Data              | Torneio       | Piso        | Oponente na Final | Placar      |
| 1. | Maio 1, 2005      | Herceg Novi   | Saibro      | Miljana Adanko    | 7–5 7–6     |
| 2. | Julho 24, 2005    | Bucareste     | Saibro      | Anna Bastrikova   | 6–3 6–3     |
| 3. | Agosto 7, 2005    | Bucareste     | Saibro      | Mădălina Gojnea   | 7–6 7–5     |
| 4. | Maio 7, 2006      | Bucareste     | Saibro      | Sorana Cîrstea    | 1–6 6–4 6–1 |
| 5. | Maio 14, 2006     | Rabat         | Saibro      | Samia Medjahdi    | 6–2 2–6 7–5 |
| 6. | Novembro 12, 2006 | Toronto       | Duro Indoor | Carly Gullickson  | 6–3 6–1     |
| 7. | Abril 29, 2007    | Torrent       | Saibro      | Andrea Petkovic   | 6–4 5–7 6–4 |
| 8. | Julho 20, 2008    | Contrexéville | Saibro      | Stéphanie Foretz  | 6–4 6–2     |
| 9. | Junho 14, 2009    | Marselha      | Saibro      | Masa Zec-Peskiric | 6–7 7–5 6–4 |